# Трећа лаж (роман)
Трећа лаж (фр. Le Troisième Mensonge) је роман Аготе Кристоф из 1991. године. Са претходним романима Велика свеска из 1986. и Доказ из 1988. године постаће трећа књига Близаначке трилогије.
У Србији је 2018. године у издању издавачке куће "Дерета" објављена књига Близаначка трилогија која у себи садржи сва три романа.
Завршни дио трилогије, "Трећа лаж", је портрет о узвишености и изопачености људског срца, који се чита и као парабола о Источној и Западној Еуропи испричана кроз причу о пропитивању идентитета.

## Радња
Ликови су близанци Клаус и Лукас, које дели четрдесет година раздвојености, много тајни и патње. У Трећу лаж уводи Клаус - а то је заправо Лукас - који се напокон враћа у отаџбину са обичном туристичком визом, по чијем истеку завршава у затвору чекајући репатријацију.
Он лута по својој прошлости, присећа се детињства у центру за рехабилитацију, бомбардовања, живота код Баке, бекства на Запад и поврх свега самоће. Покушава да пронађе свог брата Клауса, да схвати прошлост чија је био жртва, да открије порекло свог тајанственог ожиљка.
Теме претходних поглавља су преокренуте и чини се да се истина полако и неумољиво открива. Испричана је прича о близанцима, одвојеним у раној младости због трагичног догађаја током којег је Лукас случајно повређен и касније послан у болницу на рехабилитацију. Ево правог узрока раздвајања близанаца: метак који је мајка испалила у оца који је вара погодио је Лукаса који ће остати парализован годинама. Отац умире, мајка полуди, Клаус остаје сам. Прича је збуњујућа са флешбековима и сновима, али овога пута Клаус прелази границу, али не иза свог оца, већ странца који ће  умрети тако што ће стати на мину. Све што смо знали постаје двосмислено. Касније током времена, близанци ће се тражити. Клаус, који у међувремену постаје писац који се потписује као Клаус Лукас Т., када му уђе у траг његов педесетогодишњи брат, не жели да верује да је Лукас жив и побија сваку могућу везу. Прича ће имати неизбежан и болан крај: Лукас се након сусрета са Клаусом убија и тражи да га сахране у близини родитеља због којих га је брат натерао да верује да је мртав, али остаје сумња да је то заиста његова мајка. У последњој потресној, нихилистичкој сцени, Клаус размишља о томе да се убије баш као и његов брат, објашњавајући како његов живот није имао и још увек нема смисла.